# Maulbronn

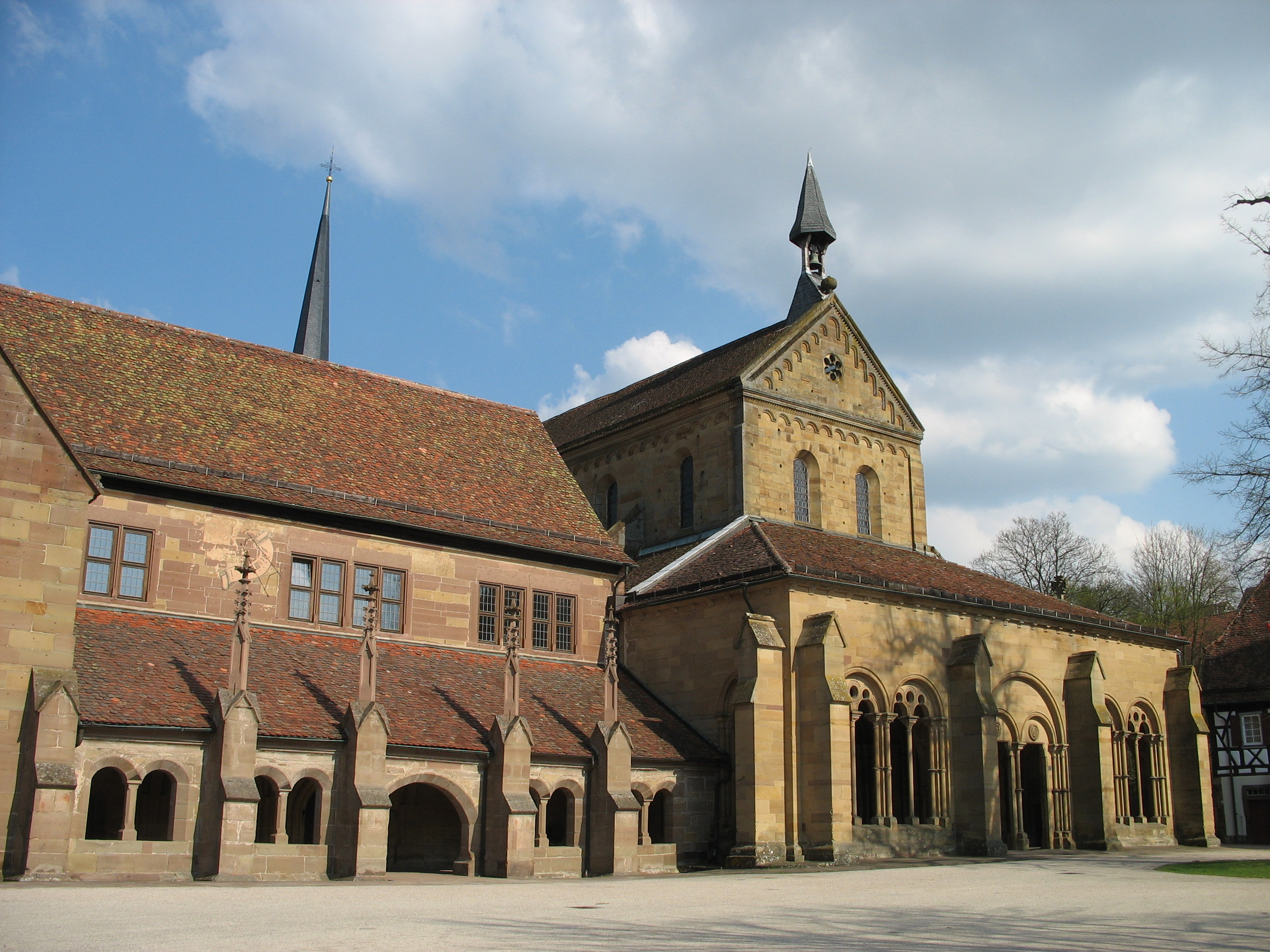
Maulbronn – Mănăstirea romanică

Maulbronn este un oraș din landul Baden-Württemberg, Germania.

## Istoric
Mănăstirea Maulbronn datează din anul 1138. Mănastirea a fost construită într-un spațiu împădurit de lângă Eckenweither (Mühlacker), cand nobilul Walther de Lomersheim și-a donat proprietatea către mănăstirea cisterciană Neubourg din Dauendorf, Alsacia, pentru realizarea unei filii.

## Monumente
Mănăstirea romanică din Maulbronn a fost înscrisă în anul 1993 pe lista patrimoniului cultural mondial UNESCO. 